# Айзекс, Натаниель
Натаниель Айзекс (англ. Nathaniel Isaacs; 1808, Кентербери — 1872) — британский авантюрист, путешественник, исследователь Африки, сыгравший большую роль в истории Наталя (Южная Африка). Один из первых писателей Южной Африки.
В 1822 году, после смерти отца, Н. Айзекс отправился на остров Святой Елены, где его дядя-купец представлял интересы Франции и Голландии в качестве консула, двоюродный брат который был видным политиком Капской колонии.
В 1825 сопровождал лейтенанта Джеймса Кинга, капитана бригантины «Мэри», посланного на восточный берег Африки в Наталь на поиски пропавшей экспедиции под руководством Фарвелла.
На протяжении семи лет Н. Айзекс путешествовал по внутренним районам Африки — зонам расселения племенных союзов зулусов и фумо, а также на краткое время посетил Коморские острова.
Экспедиция Кинга, кроме поисков экспедиции Фарвелла, найденной впоследствии, занималась научной и коммерческой работой (торговлей слоновой костью и рабами). Дж. Кинг и Н. Айзекс провели переговоры и сблизились с Чака, королём зулусов, и взяли туземцев береговой зоны под своё покровительство. Они также создали сельскохозяйственные фермы, впоследствии уничтоженные зулусами.
Кинг вскоре умер. Айзекс выучил язык зулу и подарил Чаке образцы европейского оружия. Айзекс принял участие в одном из сражений между туземцами на стороне короля Чака, во время которого наводил ужас на врага своим европейским оружием, и был ранен. В награду за услуги Чака провозгласил его вождём Наталя (провинции вдоль берега Индийского океана) и отвёл ему территорию между реками Амслути и Амлэсс размером 40 км по берегу моря и 160 км вглубь материка, с эксклюзивным правом торговли с живущим там туземным населением. На этом месте был основан город Дурбан — второй город в Южной Африке. При наследнике Чаки отношения белых колонизаторов с зулусами испортились, и в 1831 году Айзекс уехал из региона.
Впоследствии Н. Айзекс занимался торговлей на западном берегу Африки (в Гамбии, Сьерра-Леоне и др.), будучи агентом и совладельцем лондонской фирмы «Дж. О. Редмэн».
В 1835 г. он подал петицию правительству о невмешательстве французов в его торговлю в Портенде.
В 1836 г. Н. Айзекс опубликовал книгу «Travels and Adventures in Eastern Africa. Descriptive of the Zoolus, their manners, customs, with a sketch of Natal» (Путешествие и приключения в Восточной Африке. Описания зулу, их манер и обычаев, с кратким описанием Наталя) с описанием быта зулусов и очерком о Натале. В этом сочинении впервые сделан был топографический обзор внутренних колоний, посещённых им, и дано описание обычаев местных туземцев. Кроме прочего, Айзекс пытался найти в тех местах единорога, о чём написал в своей книге.
В 1870 году Натаниэль Айзекс вернулся в Англию и поселился в Кентербери, где и умер в 1872 году.

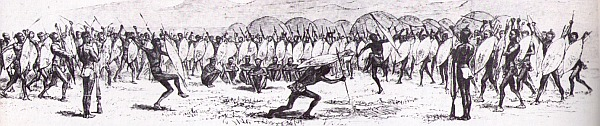
Зулусы принимают у себя Натаниэля Айзекса. Рисунок из книги Айзекса «Путешествия и приключения в Восточной Африке. Описания зулу, их манер и обычаев с наброском Наталя».